# Кевін Браун (хокеїст)
Кевін Браун (англ. Kevin Brown, нар. 11 травня 1974, Бірмінгем) — канадський хокеїст, що грав на позиції крайнього нападника.

## Ігрова кар'єра
Професійну хокейну кар'єру розпочав 1994 року.
1992 року був обраний на драфті НХЛ під 87-м загальним номером командою «Лос-Анджелес Кінгс». 
Протягом професійної клубної ігрової кар'єри, що тривала 10 років, захищав кольори команд «Лос-Анджелес Кінгс», «Гартфорд Вейлерс», «Кароліна Гаррікейнс», «Едмонтон Ойлерс» та «Манчестер Сторм».

### Переходи
- 20 березня 1996 — «Лос-Анджелес Кінгс» обмінює Брауна на Ярослав Модри з «Оттава Сенаторс».
- 1 липня 1996 — «Оттава» обмінює Брауна на Майка Манелюка з «Майті Дакс оф Анагайм».
- 1 жовтня 1996 — «Анагайм» обмінює Брауна на право отримати Еспена Кнутсена («Гартфорд Вейлерс»).
- 14 серпня 1998 — Браун переходить до «Кароліни».
- 14 серпня 1998 — підписує контракт з «Едмонтон Ойлерс» як вільний агент.
- 23 березня 1999 — його обмінюють на Володимира Воробйова («Нью-Йорк Рейнджерс»).
- 7 березня 2000 — як вільний агент повертається до «Ойлерс».
- 10 вересня 2000 — як вільний агент підписує контракт з «Манчестер Сторм».

## Статистика НХЛ
|                  | Сезон | І  | Г | П | О  | ШХ |
| ---------------- | ----- | -- | - | - | -- | -- |
| Регулярний сезон | 6     | 64 | 7 | 9 | 16 | 28 |
| Плей-оф          | 1     | 1  | 0 | 0 | 0  | 0  |